# 関根鎮彦
関根鎮彦（せきね しずひこ、1922年- ）は、日本の地理学者。

## 来歴・人物
東京市深川生まれ。兵役ののち、1949年早稲田大学文学部人文地理専攻卒。同助手をへて、各大学非常勤講師を務めた。

## 著書
- 『日本の地理 その生産と社会 1（日本の国土）』民衆社 1992
- 『日本の地理 その生産と社会 2（農業と農村）』民衆社 1992-95
- 『地域は訴える 日本の地理社会編』文献出版 2003

### 共著編
- 『稲作の社会』（早大地理学界論文集）中島健一共著 稲門堂出版部 1949
- 『新しい地理教室 日本のいとなみ 2 関東・中部 1』北野道彦共著 筑摩書房 1957
- 『新しい地理教室 日本のいとなみ 3 中部2・近畿』北野道彦共著　筑摩書房 1957
- 『日本の農村 日本地理物語（日本児童文庫）編, 金子英一等編. アルス北原出版社 1957
- 『新らしい世界の地理 第4巻 ヨーロッパ』林礼二、渡辺一夫共著 日本評論新社 1958
- 『日本の地域とくらし ジュニア版 6 東京』編 三省堂 1983
- 『日本の地域とくらし ジュニア版 7 関東』大谷猛夫共編 三省堂 1984
- 『日本の地理 7 東京』編 あゆみ出版 1990
- 『日本の地理 8 関東』大谷猛夫共編 あゆみ出版 1990